# Anthidium
Makatka (Anthidium) – rodzaj pszczół samotnych z rodziny miesierkowatych. Jego przedstawiciele żyją w Ameryce Północnej i Południowej, Europie, Afryce i Azji, nie ma ich natomiast w Australii. W Polsce występują 3 gatunki z tego rodzaju. 

## Wygląd

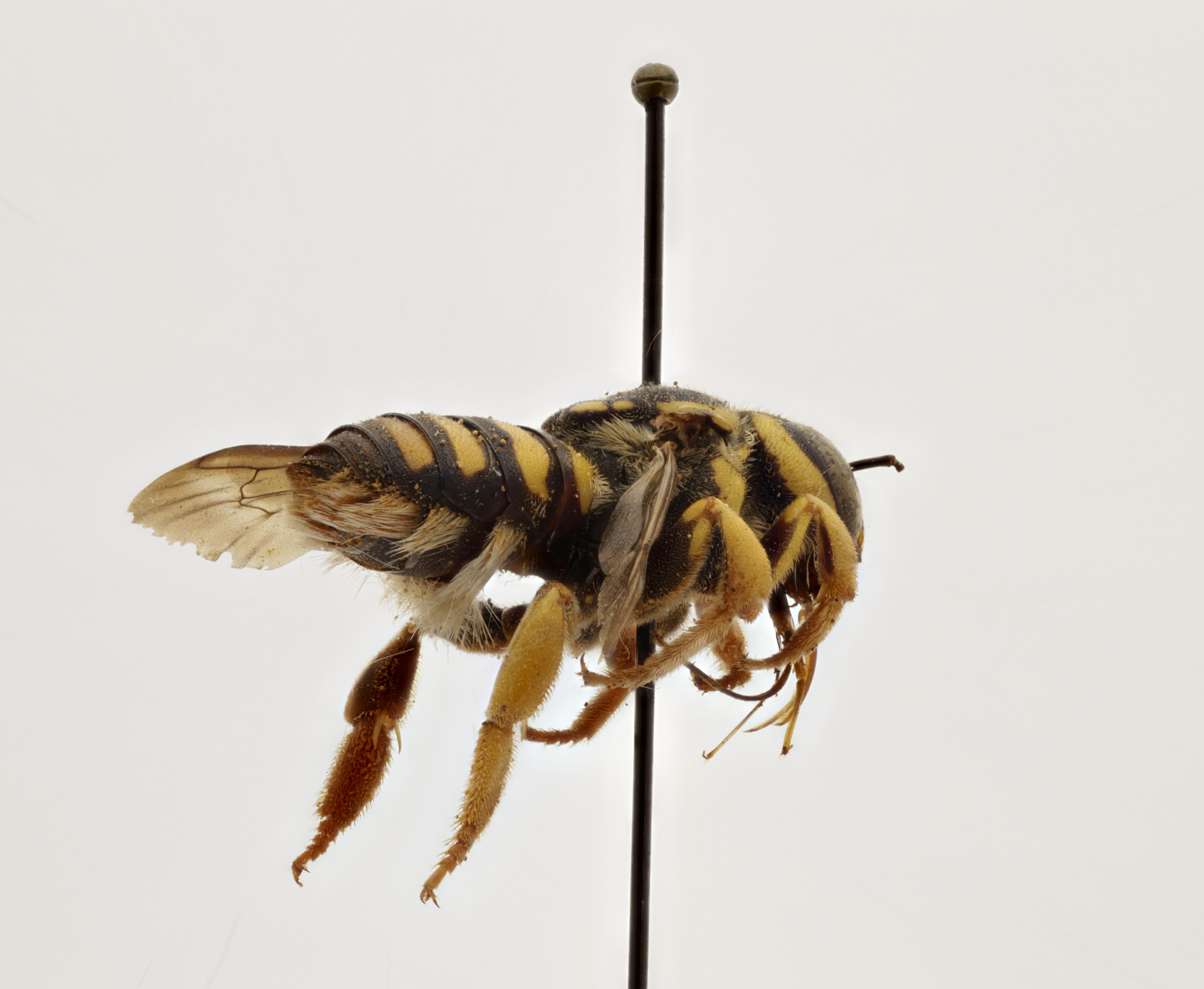
Samica Anthidium forcipatum. Na spodzie odwłoka widoczne długie jasne włoski tworzące szczoteczkę brzuszną.

Samice zbierają pyłek na szczoteczkę brzuszną znajdującą się na spodzie odwłoka, co jest charakterystyczne dla samic samotnych gatunków miesierkowatych. Przednie skrzydło posiada dwie (a nie trzy) komórki submarginalne. Ubarwienie u wielu gatunków jest czarne z kontrastowymi żółtymi plamami lub przepaskami, co upodabnia je nieco do os. Samce mogą być większe od samic, co jest jednym z wyjątków wśród pszczół (zwykle to samice są większe). 

## Biologia
Makatki są pszczołami samotnymi, co oznacza, że każda samica zakłada własne gniazdo i zaopatruje je w pokarm (pyłek i nektar) bez pomocy innych samic. Latają w lecie i mają jedno pokolenie w roku. Gniazda budują w znalezionych przez siebie szczelinach czy jamkach, w ziemi bądź nad ziemią, miejsce może się różnić w zależności od gatunku. Od gatunku zależy również materiał, jaki jest używany do konstrukcji wnętrza gniazda, często jest to kutner z liści roślin, ale może być również używana żywica. Rodzaj obejmuje zarówno gatunki oligo-, jak i polilektyczne (czyli, odpowiednio, zbierające pyłek z wąskiej grupy roślin, lub korzystające z kwiatów wielu niespokrewnionych gatunków). Samce mogą wykazywać zachowania terytorialne i być agresywne wobec rywali. Samice kopulują wielokrotnie, z różnymi samcami.

## Rozprzestrzenienie
Przedstawiciele rodzaju żyją w Ameryce Północnej i Południowej, Europie, Afryce i Azji, nie ma ich natomiast w Australii. W Polsce występują 3 gatunki z tego rodzaju, tj. A. manicatum, A. montanum, A. punctatum (zobacz też: miesierkowate Polski).

## Systematyka

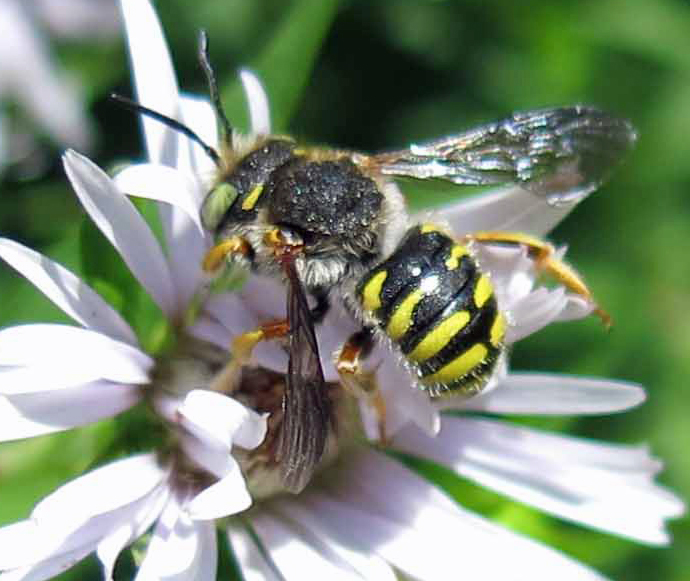
Samiec Anthidium oblongatum

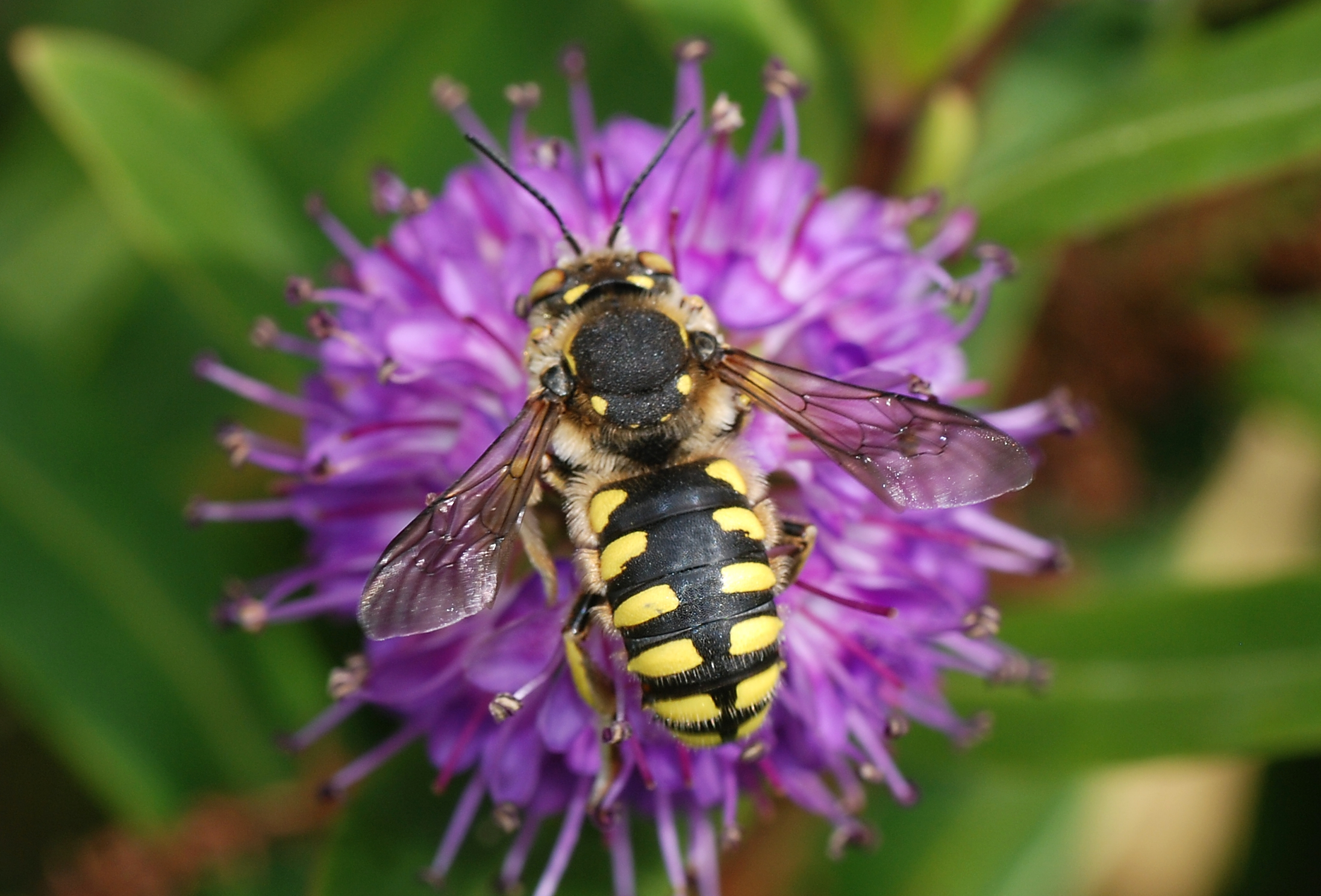
Samiec Anthidium florentinum

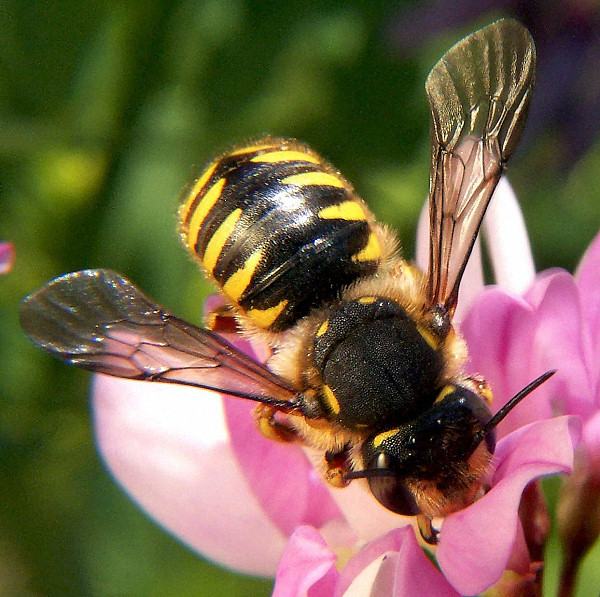
Samica Anthidium manicatum

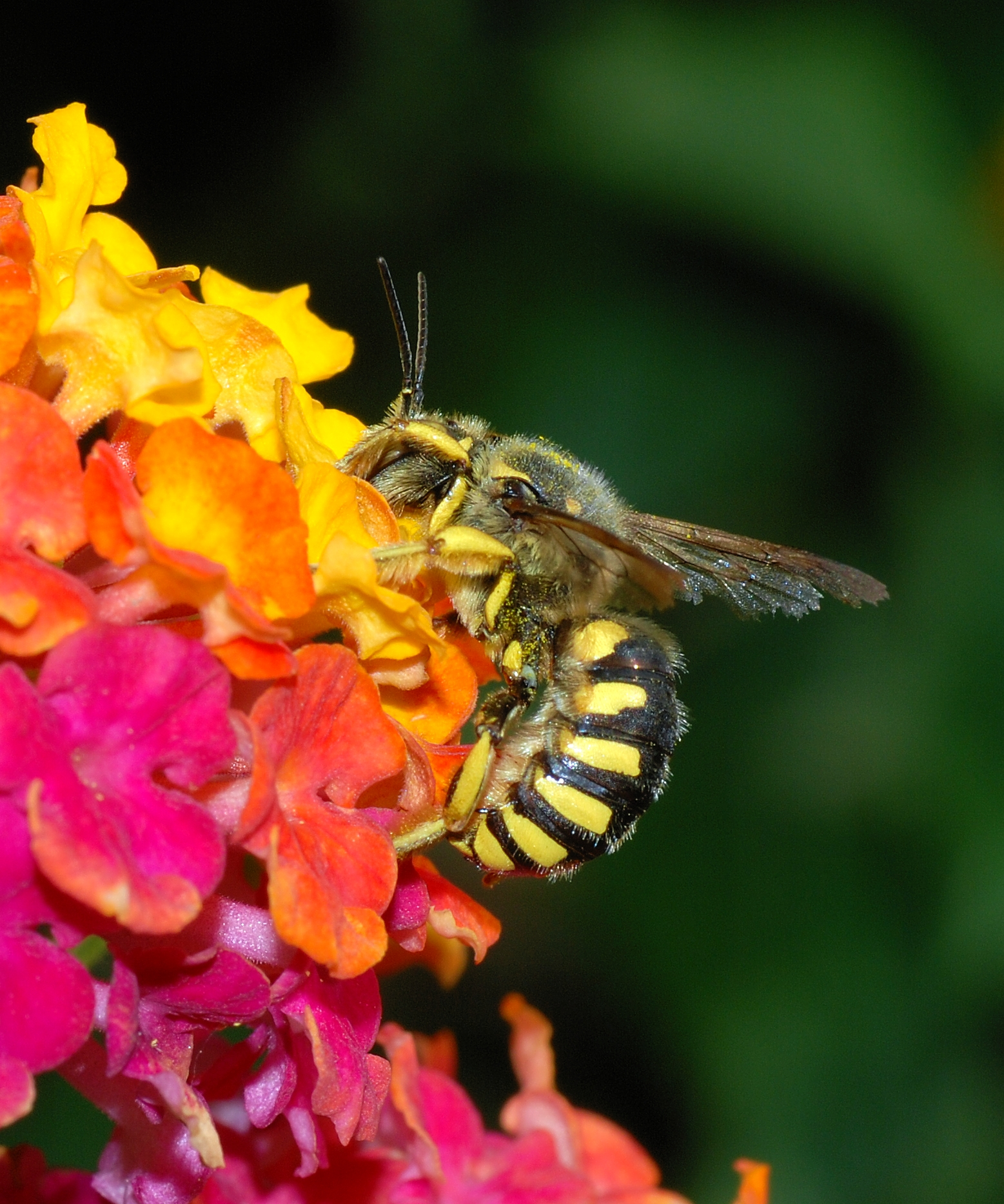
Anthidium florentinum

Takson ten wprowadzony został w 1801 roku przez Johana Christiana Fabriciusa. Należą do niego 174 opisane gatunki:
- Anthidium abjunctum (Cockerell, 1936)
- Anthidium afghanistanicum Mavromoustakis, 1965
- Anthidium akermani Mavromoustakis, 1937
- Anthidium alsinai Urban, 2001
- Anthidium alticola Tkalcu, 1967
- Anthidium amabile Alfken, 1932
- Anthidium amurense Radoszkowski, 1876
- Anthidium andinum Jörgensen, 1912
- Anthidium anguliventre Morawitz, 1888
- Anthidium anurospilum Moure, 1957
- Anthidium ardens Smith, 1879
- Anthidium armatum Friese, 1917
- Anthidium atricaudum Cockerell, 1926
- Anthidium atripes Cresson, 1879
- Anthidium auritum Klug, 1832
- Anthidium aymara Toro & Rodríguez, 1998
- Anthidium aztecum Cresson, 1878
- Anthidium banningense Cockerell, 1904
- Anthidium barkamense Wu, 1986
- Anthidium basale Pasteels, 1984
- Anthidium bechualandicum Mavromoustakis, 1939
- Anthidium berbericum Pasteels, 1981
- Anthidium bicolor Wu, 2004
- Anthidium bifidum Pasteels, 1969
- Anthidium bischoffi Mavromoustakis, 1954
- Anthidium brevithorace Warncke, 1982
- Anthidium callosum Morawitz, 1875
- Anthidium caspicum Morawitz, 1880
- Anthidium chilense Spinola, 1851
- Anthidium christianseni Mavromoustakis, 1956
- Anthidium chubuti Cockerell, 1910
- Anthidium cingulatum Latreille, 1809
- Anthidium clypeodentatum Swenk, 1914
- Anthidium cochimi Snelling, 1992
- Anthidium cockerelli Schwarz, 1928
- Anthidium collectum Huard, 1896
- Anthidium colliguayanum Toro & Rojas, 1970
- Anthidium conciliatum Nurse, 1903
- Anthidium cordiforme Friese, 1922
- Anthidium cuzcoense Schrottky, 1910
- Anthidium dalmaticum Mocsáry, 1884
- Anthidium dammersi Cockerell, 1937
- Anthidium danieli Urban, 2001
- Anthidium decaspilum Moure, 1957
- Anthidium deceptum Smith, 1879
- Anthidium deesense Mavromoustakis, 1947
- Anthidium diadema Latreille, 1809
- Anthidium echinatum Klug, 1832
- Anthidium edwardsii Cresson, 1878
- Anthidium edwini Ruiz, 1935
- Anthidium emarginatum (Say, 1824)
- Anthidium eremicum Alfken, 1938
- Anthidium espinosai Ruiz, 1938
- Anthidium falsificum Moure, 1957
- Anthidium flavolineatum Smith, 1879
- Anthidium flavorufum Pasteels, 1981
- Anthidium flavotarsum Wu, 1982
- Anthidium florentinum (Fabricius, 1775)
- Anthidium formosum Cresson, 1878
- Anthidium friesei Cockerell, 1911
- Anthidium fulviventre Friese, 1917
- Anthidium funereum Schletterer, 1890
- Anthidium furcatum Wu, 2004
- Anthidium garleppi Schrottky, 1910
- Anthidium gayi Spinola, 1851
- Anthidium gratum Morawitz, 1896
- Anthidium gussakovskiji Mavromoustakis, 1939
- Anthidium hallinani Schwarz, 1933
- Anthidium helianthinum Wu, 2004
- Anthidium himalayense Gupta & Simlote, 1995
- Anthidium igori Urban, 2001
- Anthidium illustre Cresson, 1879
- Anthidium impatiens Smith, 1879
- Anthidium incertum Morawitz, 1895
- Anthidium isabelae Urban, 2004
- Anthidium jocosum Cresson, 1878
- Anthidium kashmirense Mavromoustakis, 1937
- Anthidium klapperichi Mavromoustakis, 1965
- Anthidium kryzhanovskii Wu, 1962
- Anthidium kvakicum Mavromoustakis, 1939
- Anthidium laeve Pasteels, 1969
- Anthidium larocai Urban, 1997
- Anthidium latum Schrottky, 1902
- Anthidium loboguerrero Urban, 2004
- Anthidium longstaffi Mavromoustakis, 1948
- Anthidium loti Perris, 1852
- Anthidium luctuosum Gribodo, 1894
- Anthidium luizae Urban, 2001
- Anthidium maculifrons Smith, 1854
- Anthidium maculosum Cresson, 1878
- Anthidium manicatum (Linnaeus, 1758)
- Anthidium masunariae Urban, 2001
- Anthidium moganshanense Wu, 2004
- Anthidium montanum Morawitz, 1864
- Anthidium montivagum Cresson, 1878
- Anthidium mormonum Cresson, 1878
- Anthidium nigerrimum Schrottky, 1910
- Anthidium nigroventrale Wu, 1982
- Anthidium niveocinctum Gerstäcker, 1857
- Anthidium nursei Cockerell, 1922
- Anthidium oblongatum (Illiger, 1806)
- Anthidium opacum Friese, 1904
- Anthidium ordinatum Smith, 1879
- Anthidium orizabae Dalla Torre, 1890
- Anthidium paitense Cockerell, 1926
- Anthidium pallidiclypeum Jaycox, 1963
- Anthidium palliventre Cresson, 1878
- Anthidium palmarum Cockerell, 1904
- Anthidium paroselae Cockerell, 1898
- Anthidium penai Moure, 1957
- Anthidium peruvianum Schrottky, 1910
- Anthidium philorum Cockerell, 1910
- Anthidium placitum Cresson, 1879
- Anthidium politum Morawitz, 1895
- Anthidium pontis Cockerell, 1933
- Anthidium porterae Cockerell, 1900
- Anthidium psoraleae Robertson, 1902
- Anthidium pulchellum Klug, 1832
- Anthidium pullatum Morice, 1916
- Anthidium punctatum Latreille, 1809
- Anthidium quetzalcoatli Schwarz, 1933
- Anthidium rafaeli Urban, 2001
- Anthidium rodecki Schwarz, 1934
- Anthidium rodriguezi Cockerell, 1912
- Anthidium rotundoscutellar e Pasteels, 1984
- Anthidium rotundum Warncke, 1980
- Anthidium rozeni Urban, 2001
- Anthidium rubricans Pasteels, 1984
- Anthidium rubripes Friese, 1908
- Anthidium rubrozonatum Pasteels, 1984
- Anthidium rufitarse Friese, 1917
- Anthidium sanguinicaudum Schwarz, 1933
- Anthidium semicirculare Pasteels, 1985
- Anthidium senile Eversmann, 1852
- Anthidium septemspinosum Lepeletier, 1841
- Anthidium sertanicola Moure & Urban, 1964
- Anthidium severini Vachal, 1903
- Anthidium sichuanense Wu, 1992
- Anthidium sikkimense Mavromoustakis, 1937
- Anthidium sinuatellum Pasteels, 1984
- Anthidium soikai Mavromoustakis, 1968
- Anthidium soni Mavromoustakis, 1937
- Anthidium sonorense Cockerell, 1923
- Anthidium spiniventre Friese, 1899
- Anthidium striatum Wu, 2004
- Anthidium subcrenulatum Alfken, 1930
- Anthidium sublustre Warncke, 1982
- Anthidium sudanicum Mavromoustakis, 1945
- Anthidium suphureum Lepeletier, 1841
- Anthidium syriacum Pérez, 1895
- Anthidium taeniatum Latreille, 1809
- Anthidium tarsoi Urban, 2001
- Anthidium taschenbergi Morawitz, 1894
- Anthidium tenuiflorae Cockerell, 1907
- Anthidium tergomarginatum Pasteels, 1981
- Anthidium ternarium Cockerell, 1911
- Anthidium tesselatum Klug, 1832
- Anthidium thomsoni Morawitz, 1894
- Anthidium toro Urban, 2001
- Anthidium trochantericum Morawitz, 1894
- Anthidium undulatiforme Friese, 1917
- Anthidium undulatum Dours, 1873
- Anthidium unicum Morawitz, 1875
- Anthidium utahense Swenk, 1914
- Anthidium venustum Morawitz, 1878
- Anthidium vigintiduopuncta tum Friese, 1904
- Anthidium vigintipunctatum  Friese, 1908
- Anthidium weyrauchi Schwarz, 1943
- Anthidium wuestneii Mocsáry, 1887
- Anthidium zadaense Wu, 1982
- Anthidium banzonis Strand, 1912
- Anthidium crassidens Cameron, 1905
- Anthidium modestum Bingham, 1903
- Anthidium reversum Smith, 1854